# Bogey Hole

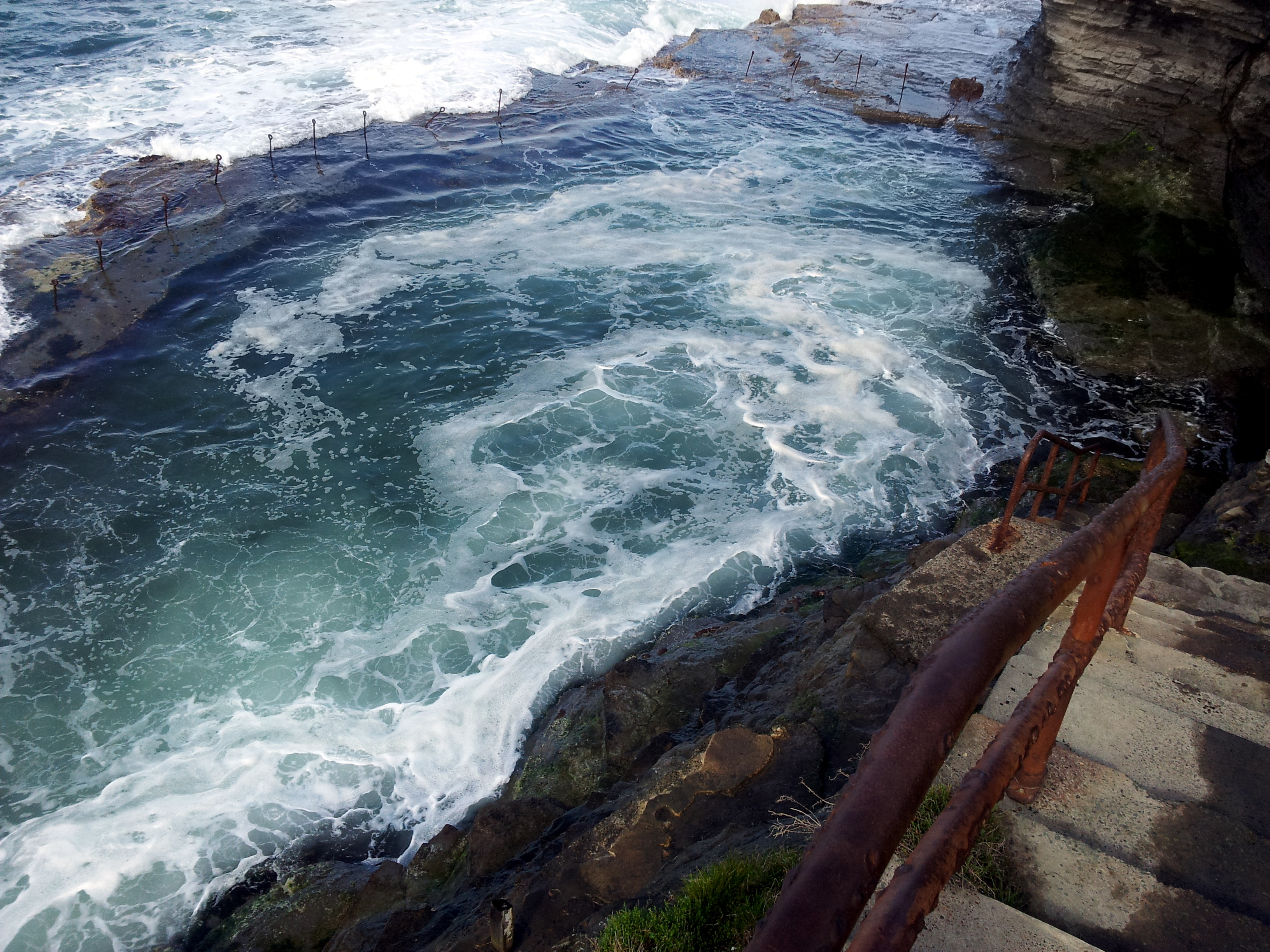
Bogey Hole (2011)

Das Bogey Hole, auch Commandant’s Baths genannt, ist ein Rockpool, der sich bei Newcastle in New South Wales in Australien befindet. Das historische Schwimmbecken ist in die australische Denkmalschutzliste eingetragen. Es ist das erste künstliche Schwimmbecken überhaupt, das in Australien geschaffen wurde, und das einzige, das von Sträflingen gebaut wurde.
Am 21. November 2003 wurde Bogey Hole in die Denkmalschutzliste von New South Wales eingetragen.

## Lage und Name
Das Bogey Hole liegt am Fuß des steil aufragenden Felsen Shepards Hill im King Edward Park von Newcastle. Das Schwimmbecken kann nur über Treppenstufen am Rande einer Felsklippe erreicht werden.
Als Rockpool werden in Australien Schwimmbecken bezeichnet, die auf Felsen am Ozean gegründet sind und von künstlich geschaffenen Mauern begrenzt werden. Die Mauern dieses Rockpools bestehen aus Bruchsteinen des lokal anstehenden Hawkesbury-Sandsteins.
Der Name Bogey geht auf die lokalen Aborigines der Darug zurück und bedeutet „baden“ oder „ein Platz zum Baden“. Dass Aborigines vor den Europäern im Bogey Hole gebadet haben, ist nicht nachgewiesen. Der Zweitname Commandant’s Baths bezieht sich auf James Morisset, der als Stadtkommandant den Auftrag zum Bau gab.

## Baubeschreibung

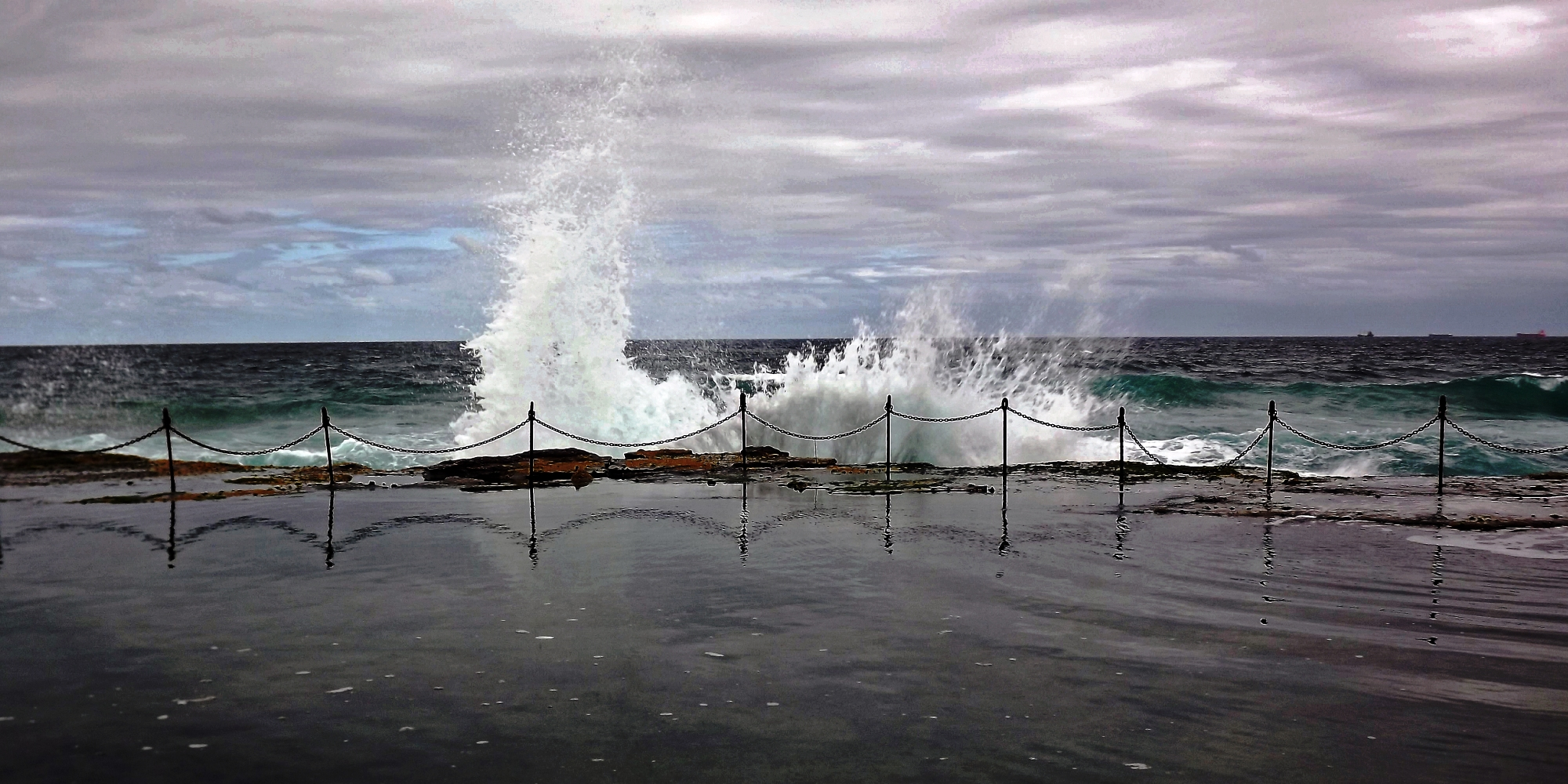
Das Stahlseil sichert Badende gegen Hinaustreiben

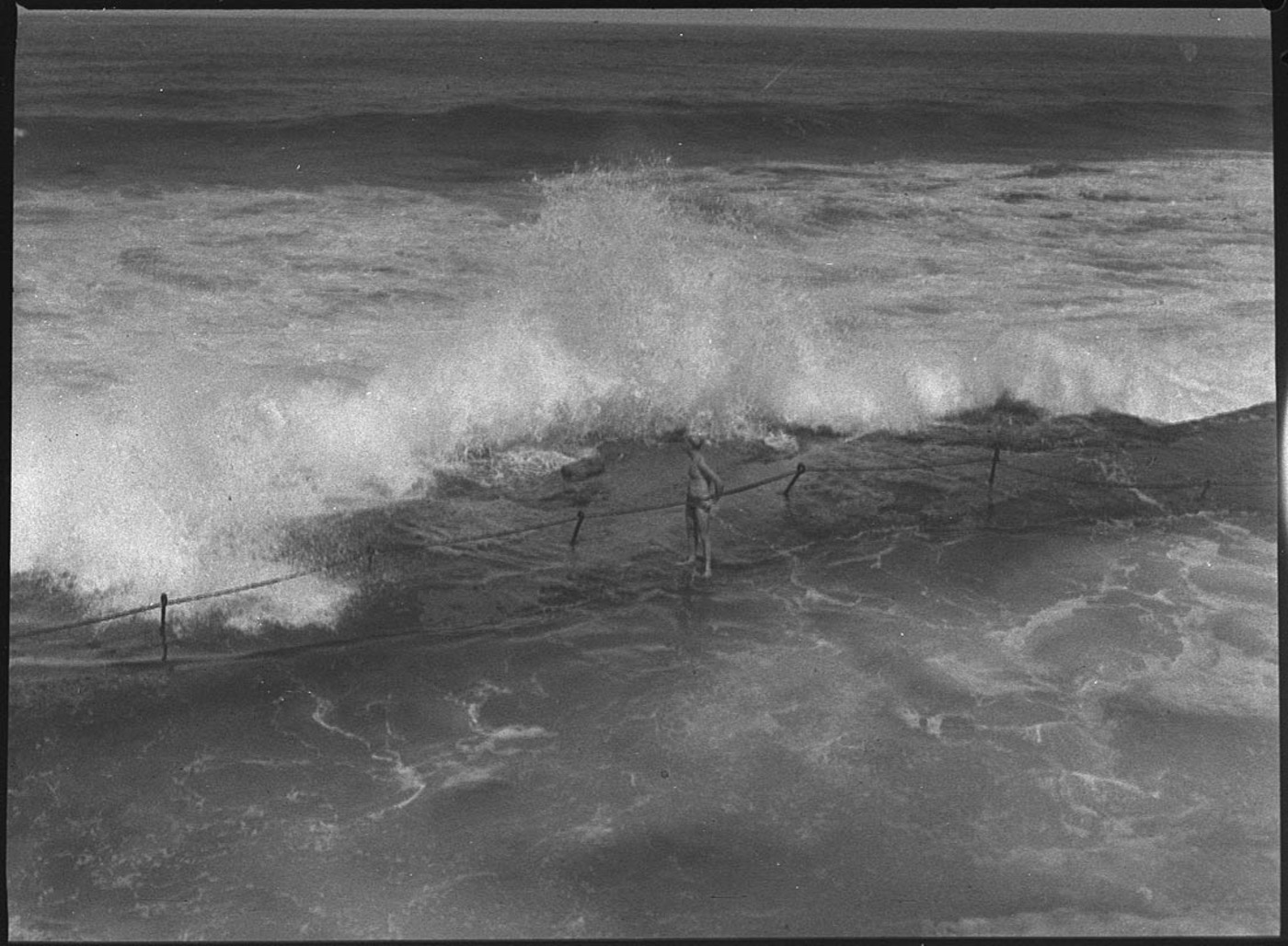
Starke Wellen überspülen den Rand (1953)

Das Bogey Hole entstand in der Zeit, als Australien noch eine Sträflingskolonie war. Erbaut wurde es von Sträflingen unter dem Stadtkommandanten von Newcastle, Generalleutnant James Morisset (1780–1852), der ein naheliegendes Gebäude bewohnte und das Schwimmbecken ausschließlich für sich nutzen wollte.
Das Becken wurde in der Zeit von 1819 bis 1822 gebaut. Es war ursprünglich kleiner und wurde 1863 für die Öffentlichkeit freigegeben. 1883 wurde das Becken erweitert und 1953 neue Umkleidekabinen errichtet. Das Bogey Hole ist durchschnittlich 1,5 Meter tief und hat heute die Ausmaße von ca. 10 mal 6,5 Meter. Die dem Meer zugewandte Seite ist aus Sicherheitsgründen durch ein Stahlseil gesichert, das durch Pfosten geführt ist. Die Sicherung ist erforderlich, da das Bogey Hole von Meereswellen überspült werden kann. Dabei besteht die Gefahr, dass Badende ins offene Meer gespült werden. Die originale Sicherung, die ursprünglich aus Holz bestand, ist nicht mehr vorhanden. Erreicht werden kann das Schwimmbecken nur über in Fels geschlagene Stufen.

## Sanierungsarbeiten
Für das Bogey Hole ist die Regierung von New South Wales zuständig, die im Jahr 2012 für einen sicheren Zugang durch eine Sanierung der Treppenstufen sorgte und eine neue Plattform schuf.
Im April 2016 wurde angekündigt, das Bogey Hole für die Dauer von drei Monaten zu schließen, weil man an der aufragenden Felsenküste Steinschlag befürchtete. Nachdem das Bogey Hole noch am 17. September 2016 geschlossen war, gründete sich eine Initiative zur Sammlung von Unterschriften, um eine Petition mit 10.000 Unterschriften für den Erhalt des historischen Schwimmbeckens zu sammeln.

## Badeunfälle
Über die Rettung einer jungen Frau wurde am 8. Januar 1881 berichtete, dass sie barfußgehend in das Schwimmbecken abrutschte und von einer Welle aus dem Rockpool geschwemmt wurde. Die um Hilfe schreiende Frau konnte von einem jungen Mann, unter Einsatz seines Lebens, aus dem Meer gerettet werden.
Der in Wales geborene Dichter und Literaturkritiker Jones Thomas Henry ertrank am 29. Januar 1965 im Bogey Hole.